# Небуг
Небуг (рус. Небуг; адиг. Ныбгъу) мања је река на југу европског дела Руске Федерације. Протиче преко југозападних делова Краснодарске покрајине, односно преко њеног Туапсиншког рејона, северозападно од града Туапсе. 
Небуг извире на западним обронцима Великог Кавказа, односно на јужним падинама планине Фаше на висини од око 500 m. Укупна дужина водотока је 18 km, површина басена је око 73,3 km², док је просечан проток 2,53 m³/s. Река је позната по честим поплавама и има бујични карактер, и тада јој проток достижр вредности и преко 600 m³/s. Улива се у Црно море код истоименог села. 